# Capitellum
Genre
Capitellum est un genre de sauriens de la famille des Scincidae.

## Répartition
Les espèces de ce genre sont endémiques des Antilles.

## Liste des espèces
Selon The Reptile Database (31 juillet 2012) :
- Capitellum mariagalantae Hedges & Conn, 2012
- Capitellum metallicum (Bocourt, 1879)
- Capitellum parvicruzae Hedges & Conn, 2012

## Étymologie
Le nom Capitellum dérive du latin capitellum, petite tête, en référence à la petite tête des espèces de ce genre.

## Publication originale
- Hedges & Conn, 2012 : A new skink fauna from Caribbean islands (Squamata, Mabuyidae, Mabuyinae). Zootaxa, no 3288, p. 1–244 (texte intégral).